# Leandro Barbosa de Souza
Leandro Barbosa de Souza es un deportista brasileño que compitió en acuatlón. Ganó una medalla de bronce en el Campeonato Mundial de Acuatlón de 2011.

## Palmarés internacional
| Campeonato Mundial | Campeonato Mundial | Campeonato Mundial | Campeonato Mundial |
| Año                | Lugar              | Medalla            | Prueba             |
| ------------------ | ------------------ | ------------------ | ------------------ |
| 2011               | Pekín ( China)     | Medalla de bronce  | Individual         |